# ماینهاردت
ماینهاردت (به آلمانی: Mainhardt) یک شهر در آلمان است که در Schwäbisch Hall واقع شده‌است.